# Catastia kistrandella
Catastia kistrandella is een vlinder uit de familie snuitmotten (Pyralidae). De wetenschappelijke naam is voor het eerst geldig gepubliceerd in 1963 door Opheim.
De soort komt voor in Europa.